# 23 Чаши
23 Чаши (лат. 23 Crateris), HD 100953 — двойная звезда в созвездии Гидры на расстоянии приблизительно 223 световых лет (около 68,3 парсек) от Солнца. Видимая звёздная величина звезды — +6,327m. Возраст звезды определён как около 1,5 млрд лет.

## Характеристики
Первый компонент — жёлто-белая звезда спектрального класса F5V, или F5. Масса — около 1,698 солнечной, радиус — около 2,58 солнечного, светимость — около 11,748 солнечной. Эффективная температура — около 6450 K.
Второй компонент — красный карлик спектрального класса M. Масса — около 104,13 юпитерианской (0,0994 солнечной). Удалён в среднем на 1,784 а.е..